# Roques de Santa Bàrbara
Les Roques de Santa Bàrbara és una muntanya de 988 metres que es troba al municipi de Vidrà, a la comarca d'Osona.